# Rákosd
Rákosd (románul: Răcăştia) falu Romániában, Erdélyben, Hunyad megyében.

## Fekvése
Vajdahunyadtól nyugatra fekszik, a várostól mindössze az acélművek és egy domb választja el.

## Népessége

### A népességszám változása
A falu lakossága 1910-ig nőtt, majd fogyásnak indult, de a második világháború után a vajdahunyadi vasmű vonzereje miatt időlegesen ismét növekedett. Az 1966-os népszámlálás óta megint csökken.

### Etnikai és vallási megoszlás
- 1880-ban 702 lakosából 540-et írtak össze román és csak 137-et magyar anyanyelvűként, de 467-en követték a református hitet. Rajtuk kívül 199 ortodox és 27 római katolikus lélek lakta.
- 2002-ben 595 lakosából 334 volt román és 256 magyar nemzetiségű; 242 ortodox, 220 református, 69 pünkösdi és 48 római katolikus vallású.

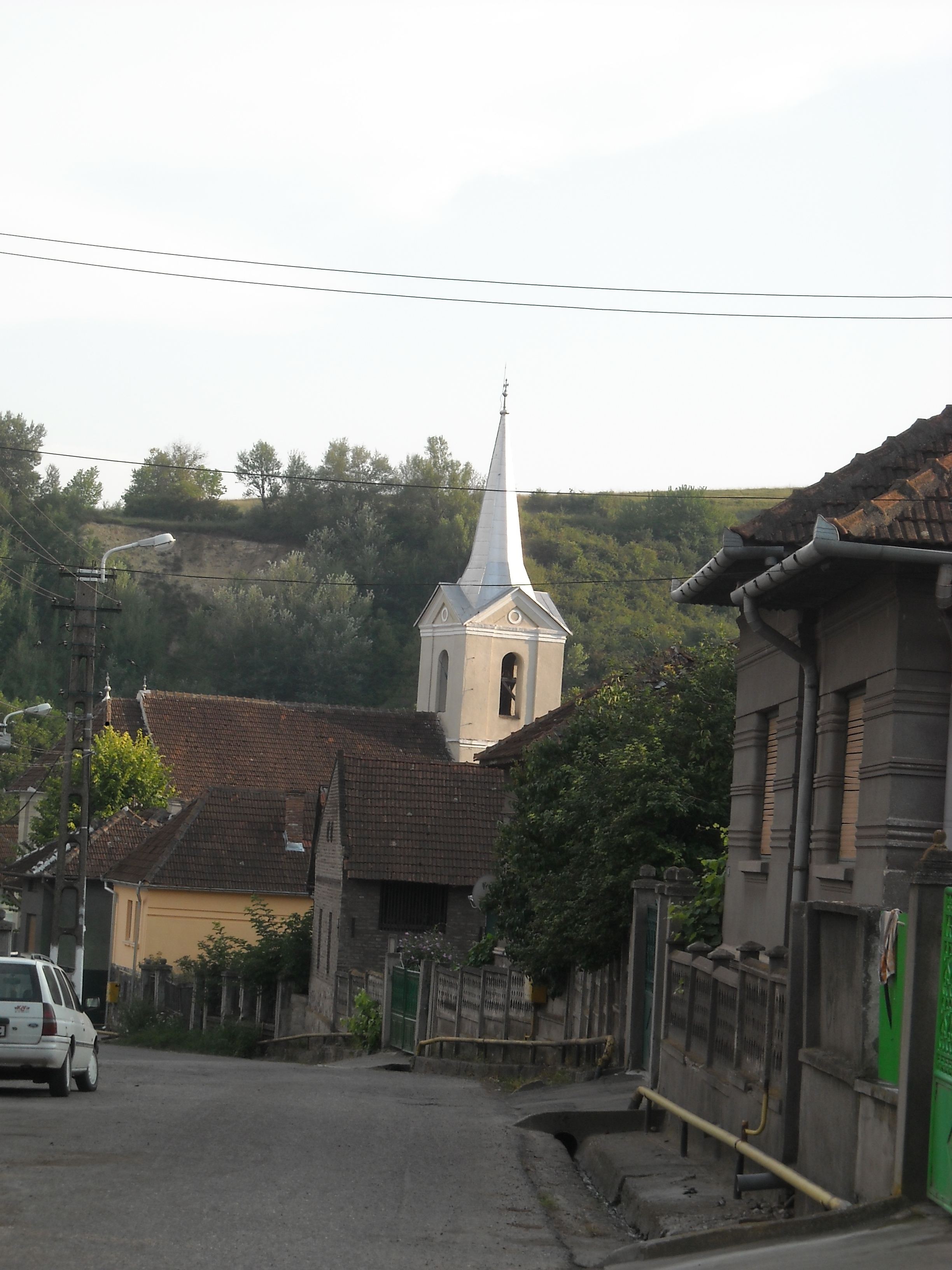
Az 1883-ban épült ortodox templom

## Története
A helyi hagyomány szerint Háromszékről települt, valószínűbb azonban, hogy korábbi lakosságához később költöztek székely családok. 1333-ban említik először, Rakuzd alakban. A középkorban a vajdahunyadi váruradalomhoz tartozott. Jelentős református kisnemesi közössége volt, de a 18. században lakosságának többségét zsellérek alkották – részben református magyarok, részben ortodox románok. Református gyülekezete 1750-ig Hosdát testvéregyháza volt, akkor önállósult. 1766-ban 215 férfit és 149 asszonyt számlált. Lakossága az 1760-as évektől 1851-ig határőri szolgálatot teljesített az orláti székhelyű I. Erdélyi Román Határőrezredben. Magyar lakói 1848 tavaszán az erdélyi országgyűléshez írott petíciójukban kérték a határőrség felszámolását, majd október 8-án elkergették Karl Rieber őrnagyának lefegyverzésükre kivezényelt határőreit.
Az 1830-as református iskolai vizitáció megállapítása szerint „A legszükségesebb a magyar nyelv tanulása volna”. (A határőriskolában a diákok a tankönyvet románra fordítva tanultak németül.) Bár a legtöbb Hunyad vármegyei magyar közösség magyar nyelvtudása sem volt különb, Erdély szerte híressé vált az alighanem az 1850-es években megesett história a rákosdiakról és új lelkészükről. A lelkész ugyanis felkészült, hogy mivel hívei nem értenek magyarul, román prédikációt tartson nekik. Alig kezdett azonban hozzá, a gyülekezet leparancsolta a szószékről és kizavarta a templomból, még utánakiabálva (román nyelven), hogy ne gúnyolódjon rajtuk, hiszen ők magyarok. A rákosdi magyarok elsődleges román nyelvűségét az első modern népszámlálások is tükrözik. A magyar állam 1874-ben Erdélyben az elsők között nyitott állami iskolát Rákosdon, hogy magyar nyelvtudásukat erősítse.
Határát 1906-ban tagosították. Az 1916-os román betörés elől magyar lakóit a hatóságok az Alföldre evakuálták. A második világháború és a mezőgazdaság átalakítása után legtöbb lakója a vajdahunyadi vas- és acélművekben talált munkát. Ekkoriban sok beköltöző is érkezett Rákosdra – románok a legkülönbözőbb vidékekről (de a legtöbben a szomszédos Nándorvályáról), magyarok főként a Székelyföldről, a Szilágyságból és a Mezőségről.

## Látnivalók
- Református templomát 1533-ban a ferencesek építették Szent Ilona tiszteletére, miután vajdahunyadi rendházuk leégett. A reformáció idején lett a faluval együtt reformátussá. 1780–81-ben átépítették, a szentély mellé új hajót építettek. 1888-ban felújították.[5] A templomnak az 1781-es átépítés után kialakult és máig élő ülésrendjét Kós Károly írta le. Az istentiszteleteken férfiak és nők külön, egymással szemben ülnek. A padokat mindkét oldalon a falu kisnemesi lakosságának nemzetségi tagozódása szerint osztották ki, ahogyan azt 1781-ben kodifikálták. Eszerint a rákosdi nemesség hét ősi nemzetségre oszlott: Gergely, Pető, Farkas, Dávid, Jakab, Balázsi és Bertalan. A hét közül öt családnevet már 1482 és 1511 között is feljegyeztek Rákosdról. A nemzetségek több ágra oszlottak, az eredeti családnevek közül több már 1781 előtt kihalt, de a változó viszonyokat mindig a régi nemzetségi rendhez igazították. A nemzetségek a falun belül külön települtek, mint ahogy a temetőt és a falutól nyugatra eső erdőket is nemzetségek szerint osztották fel. A templomban az utolsó helyeket a „foglaló” nemzetségek után a faluba benősült vagy betelepült (nemtelen) családok kapták.

## Gazdasága
Máig is ismert korán érő cseresznyéjéről, amelyet már Benkő József is említett.

## Híres emberek
- Itt született 1919-ben Écsy László János ferences szerzetes, csíksomlyói házfőnök, tartományfőnök.
- Itt született 1930-ban Bertalan István festő.